# Søren Henrik Jacobsen
Søren Henrik Jacobsen (f. 24. januar 1963) er en dansk journalist og redaktør (på bl.a. Ekstra Bladet), der i starten af 1990'erne markerede sig som en af de flittigste danske fanzine-redaktører med en stor viden om især horror og filmmusik.
I dag er han aktiv på internettet med Skræk og rædsel – en blog om horror, se link nedenfor.

## Fanzines
- Evil Mail (1989-1992)
- Fyngoria (1989)
- Phenomena (1989-1990)
- Lydsporet (1991-1992)
- Aenigma (1992)
- Gizmo (1994)
- Nightworld (??)